# Callicarpa bodinieri
Callicarpa bodinieri) es un arbusto ornamental utilizado como planta medicinal perteneciente a la familia de las lamiáceas. Es originario del sur de China hasta Vietnam.

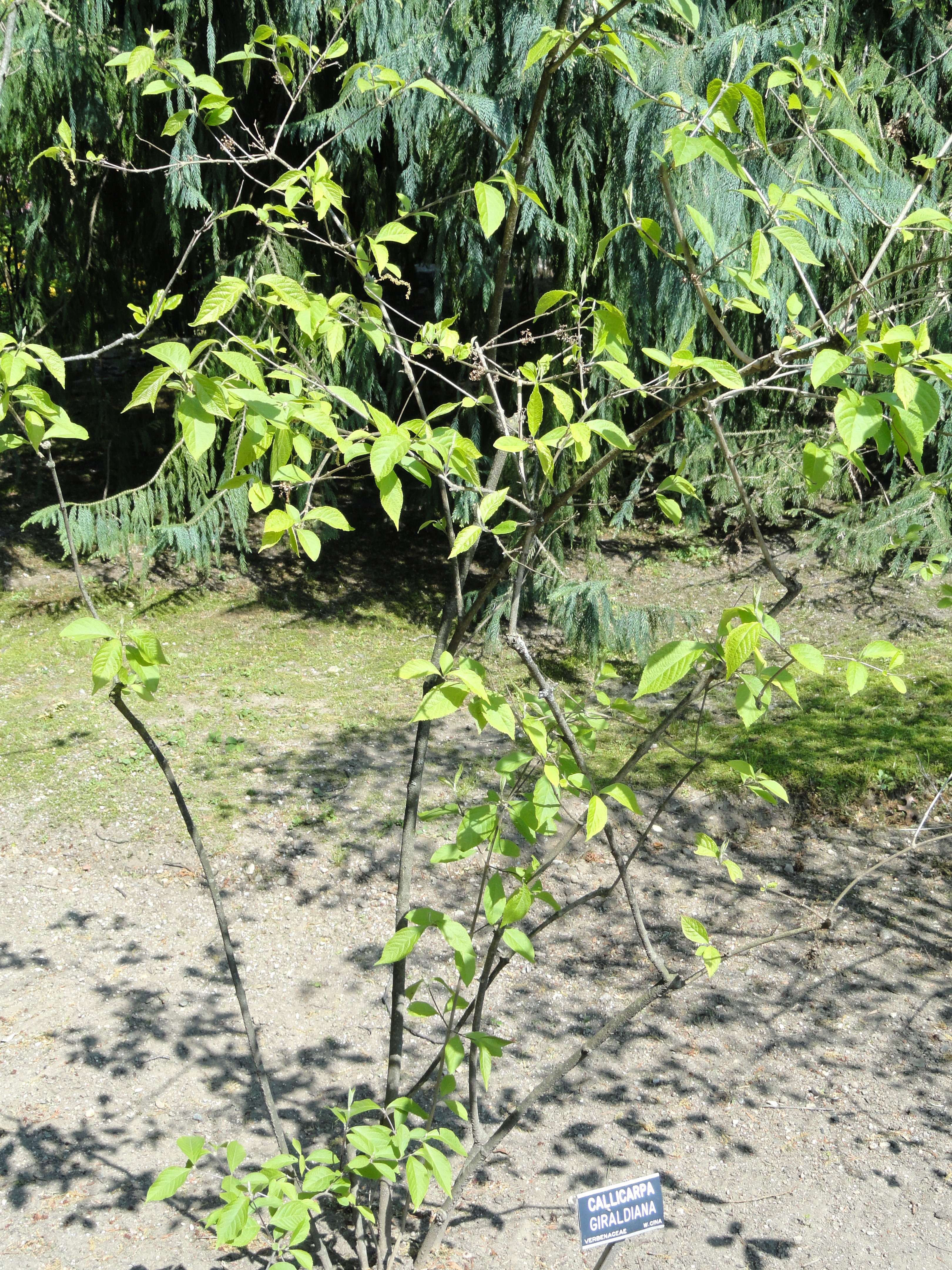
Vista de la planta

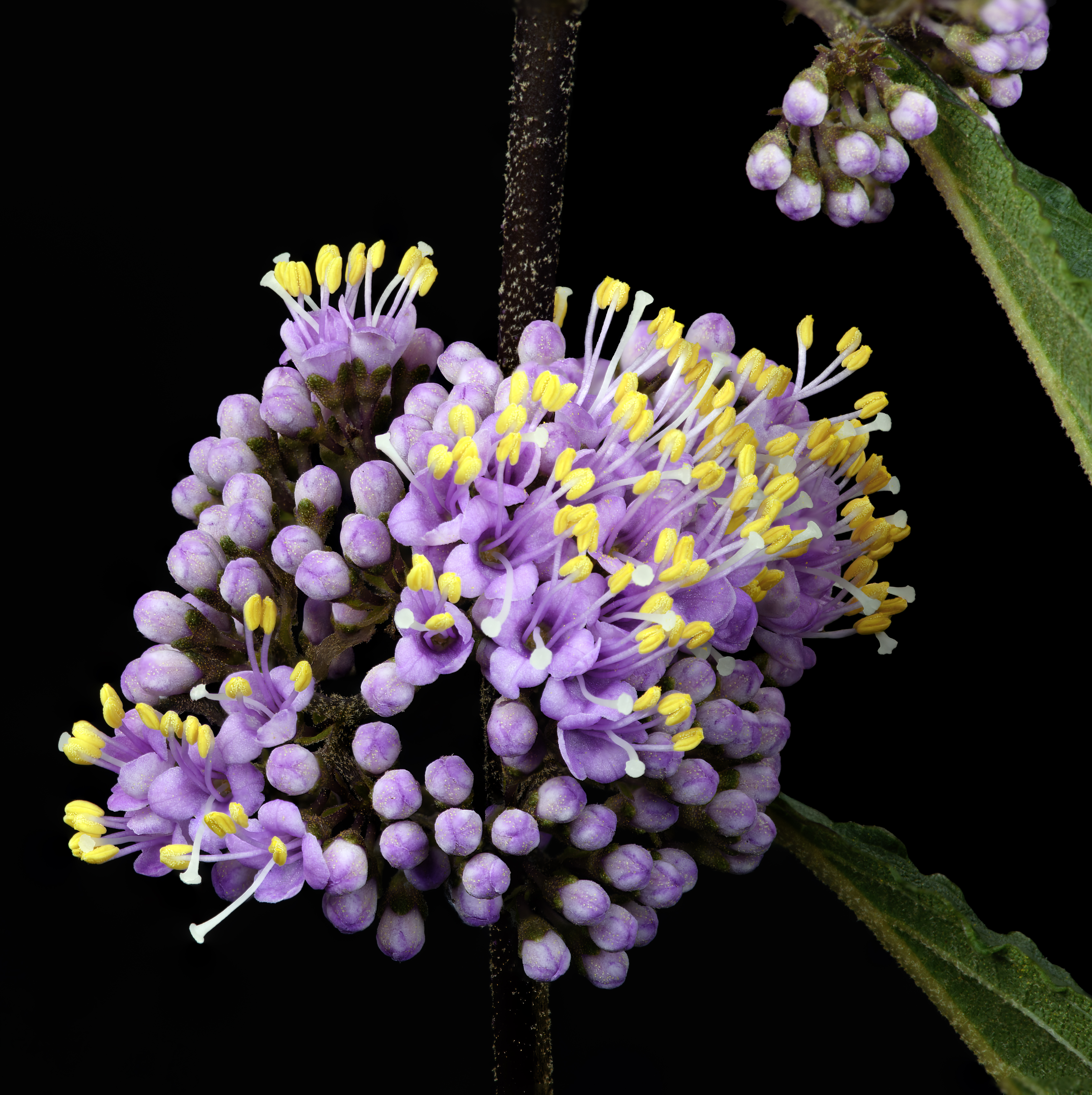
inflorescencia

## Descripción
Se cultiva en jardines por sus luminosas y decorativas bayas de color púrpura. Si bien los frutos no son venenosos, son muy amargos. Los animales salvajes no la comen hasta que no existan otras fuentes de alimentos disponibles. Esta especie es más tolerante al frío que la filigrana de pinar.

## Propiedades
C. Bodinier, así como C. japonica se utilizan como hierbas medicinales, especialmente en la farmacopea china, mientras que las especies de América del Norte C. americana fue hace mucho tiempo utilizada por los nativos americanos para diversos fines medicinales.

## Taxonomía
Callicarpa bodinieri fue descrita por Augustin Hector Léveillé  y publicado en Repertorium Specierum Novarum Regni Vegetabilis 9(222–226): 456. 1911.
Etimología
Callicarpa: nombre genérico derivado del griego kalli = "hermoso" y carpae = "fruta", refiriéndose a sus frutas bellamente coloreados.
bodinieri: epíteto otorgado en honor de Emile Marie Bodinier (1842-1901), un misionero francés en China, que fue el primero en recoger este arbusto para su introducción en Europa.
Variedades
- Callicarpa bodinieri var. bodinieri
- Callicarpa bodinieri var. rosthornii (Diels) Rehder

Sinonimia
var. bodinieri
- Callicarpa feddei H.Lév.
- Callicarpa giraldiana Hesse
- Callicarpa glandulosa H.R.Fletcher
- Callicarpa seguinii H.Lév.
- Callicarpa tonkinensis Dop
- Callicarpa tsiangii Moldenke

var. rosthornii (Diels) Rehder
- Callicarpa giraldiana var. rosthornii (Diels) Rehder
- Callicarpa giraldii var. rosthornii (Diels) Rehder
- Callicarpa longifolia var. rosthornii Diels[2][3]